# نقا البقمی
نقا البقمی (عربی: نقا البقمي؛ زادهٔ ۹ مهٔ ۱۹۸۷) یک ورزشکار اهل عربستان سعودی است.